# Enicospilus hirayamai
Enicospilus hirayamai là một loài tò vò trong họ Ichneumonidae.